# Voinici, Rozdilna
Voinici (în ucraineană Войничеве, transliterat: Voinîceve) este un sat în comuna Zaharivka din raionul Rozdilna, regiunea Odesa, Ucraina.

## Demografie
Componența lingvistică a localității Voinici
     Ucraineană (87,28%)
     Română (11,38%)
     Alte limbi (1,34%)
Conform recensământului din 2001, majoritatea populației localității Voinici era vorbitoare de ucraineană (87,28%), existând în minoritate și vorbitori de română (11,38%).